# Rödahavsvävare
Rödahavsvävare (Ploceus galbula) är en fågel i familjen vävare inom ordningen tättingar, förekommande på båda sidor om södra Röda havet.

## Kännetecken

### Utseende
Rödahavsvävaren är en medelstor vävare med en kroppslängd på 14 centimeter. Hane i häckningsdräkt har en smal kastanjefärgad, i vissa ljus svart, ansiktsmask som sträcker sig tvärs över pannan samt orangeröda ögon. Den är lysande gul på hjässan, nacken och undersidan. Honan liknar sahelvävaren (P. vitellinus) men har mörka, inte röda ögon. Utanför häckningstid är både hona och hane gul ovan och på strupen, över bröstet beige.

### Läte
Rödahavsvävaren har långa, typiska vävarserier som avslutas med en utdragen snarkning och ett distinkt metalliskt tjatter.

## Utbredning och systematik
Rödahavsvävaren förekommer från nordöstra och östra Sudan, norra Eritrea (inklusive Dahlakarkipelagen), centrala och nordöstra Etiopien, Djibouti, norra Somalia och södra Arabiska halvön i sydvästra Saudiarabien, Jemen och västra Oman. Ett gammalt fynd finns även från nordöstra Kenya. Den behandlas som monotypisk, det vill säga att den inte delas in i några underarter.

## Levnadssätt
Fågeln förekommer på kustnära slätter samt i arid savann, jordbruksområden och trädgårdar, från havsnivån upp till 2000 meters höjd. Den födosöker i små eller stora flockar efter frön och säd.

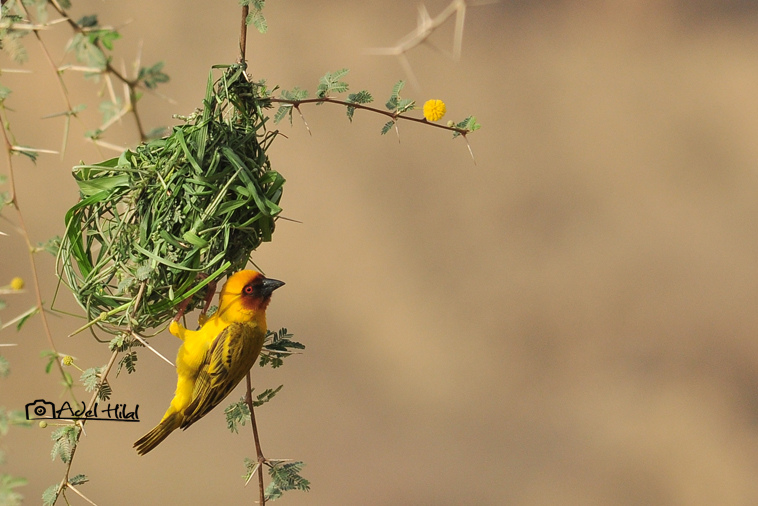

### Häckning
Rödahavsvävaren har ett polygynt häckningsbeteende och häckar med upp till tre honor och bygger upp till åtta sfäriska bon i en koloni. I en och samma koloni kan flera hanar förekomma, i Jemen mellan fyra och 50 bon sammanlagt. Bona vävs från gräs och långa remsor av palmblad. Honan lägger två till tre ägg av varierande färg som hon ensam ruvar. De första fyra dagarna efter kläckning matar honan ungarna på egen hand, men därefter bidrar även hanen.

## Status och hot
Arten har ett stort utbredningsområde och en stor population med stabil utveckling och tros inte vara utsatt för något substantiellt hot. Utifrån dessa kriterier kategoriserar internationella naturvårdsunionen IUCN arten som livskraftig (LC). Världspopulationen har inte uppskattats men den beskrivs som lokalt mycket vanlig.